# Chongzuo
Chongzuo (em chinês tradicional: 崇左; chinês simplificado: 崇左; pinyin: Chóngzuǒ; zhuang:Cungzcoj) é uma localidade situada ao sudoeste da Região Autónoma Zhuang de Quancim, na República Popular da China. 

## Geografia
Está situada na fronteira  china-vietnamita, em uma zona de montanhas cobertas de vegetação que conferem à cidade uma beleza especial. Ocupa uma área total de 17.351 Km² dos quais 2.902 km² correspondem à cidade propriamente dita. 

## Clima
Chongzuo tem um clima sub-tropical úmido; Os verões são as partes mais quentes do ano, tipicamente quentes e pouco secos. Os invernos, por sua vez, são suaves e secos. Chongzuo tem uma temperatura média anual de 23ºC, sendo a temperatura mais baixa já registrada na cidade de 4ºC e a mais alta de 40ºC.

## Geografia
Segundo dados de 2010, Chongzuo possuí 2.347.700 habitantes, 89.26% das pessoas que pertencem ao grupo étnico Zhuang. Em relação a população segundo o censo do ano 2000, de 2.261.600 habitantes, houve um crescimento populacional de 3.81%. Segundo dados do governo local datados do ano 2010, a cidade possuí 58,29 milhões de famílias, com cerca de 3,32 pessoas por família.
As etnias presentes na cidade são Zhuang, Yao, Hui, Miao, Han e Dong.

## Divisões administrativas
- 1 cidade administrativa: Cidade de Pingxiang (凭祥市)
- 1 distrito: Distrito de Jiangzhou (江州区)
- 5 condados: Condado de Ningming(宁明县);Condado de Fusui(扶绥县); Condado de Longzhou(龙州县); Condado de Daxin(大新县); Condado de Tiandeng(天等县)[2]